# 목장이야기: 미네랄 타운의 동료들
목장이야기: 미네랄 타운의 동료들(Harvest Moon: Friends of Mineral Town)은 마블러스 인터랙티브가 개발하고 배급한 게임보이 어드밴스용 비디오 게임이다. 2003년 4월 일본에서, 2003년 11월 북아메리카에서, 2004년 3월 유럽에서 첫 출시되었다. 많은 평론가들이 시리즈의 최고의 작품으로 좋은 평가를 주었다. 나중에 2015년 6월 Wii U의 버추얼 콘솔을 대상으로 출시되었다.

## 평가
| 평가                                          |        |
| --------------------------------------------- | ------ |
| 통합 점수 통합사 점수 메타크리틱 82/100 [ 1 ] |        |
| 통합 점수                                     |        |
| 통합사                                        | 점수   |
| 메타크리틱                                    | 82/100 |